# 就活家族～一定會順利的～
《就活家族～一定會順利的～》，日本朝日電視台於2017年1月12日起，每週星期四21:00 - 21:54（JST）播放的電視劇，此劇由三浦友和主演，亦是三浦睽違17年之後再度主演連續劇，描寫家庭成員面臨失業等問題的題材，日語「就活」為「就業活動」之簡稱。馬來西亞觀眾可透過dimsum觀看，台灣則由Line TV、KKTV播出。

## 拍攝花絮
本劇飾演前田敦子男友「真壁雄斗」一角原由成宮寬貴飾演，但拍攝至第四集時，成宮因個人因素突然宣布退出演藝圈，此角色由渡邊謙之子渡邊大代替接手，原成宮所拍攝完成的戲分全部作廢。

## 登場角色

### 主要人物
- 富川洋輔：三浦友和（香港配音：張炳強）

日本鋼鐵金屬的人事部部長。
- 富川水希：黑木瞳（香港配音：許盈）

洋輔妻子。私立中學的國文教師。
- 富川栞：前田敦子（香港配音：張頌欣）

富川家長女。原在珠寶店「Jewel D」上班，因受到上司的性騷擾而提出調職。
- 富川光：工藤阿須加（香港配音：黃積權）

富川家長男，栞的弟弟。從三流大學畢業後，為就職感到煩惱。

### 日本鋼鐵金屬
- 川村優子：木村多江（香港配音：梁少霞）

日本鋼鐵金屬的員工。對富川洋輔抱有好感。
- 綿引雄二：神保悟志（日语：神保悟志）（香港配音：陳欣）

總務部長。
- 織部和久：山田明郷（日语：山田明郷）（香港配音：盧國權）

常務。
- 的場英喜：中丸新將（日语：中丸新将）（香港配音：朱子聰）

社長。
- 橘美里：菜葉菜（日语：菜葉菜）（香港配音：魏惠娥）

人事部職員。
- 山田：小松和重（日语：小松和重）（香港配音：李錦綸）

人事部職員。

### Jewel D珠寶店
- 中原綾子：山本未來（香港配音：黃玉娟）

Jewel D外商部一課課長。
- 真壁雄斗：渡邊大（日语：渡辺大）（香港配音：梁偉德）

Jewel D外商部一課員工。富川栞的男友。

### 其他
- 國原耕太：新井浩文（香港配音：潘文柏）

國原求職訓練班社長。以花言巧語引誘為了求職而煩惱的大學生，使大學生支付高昂費用求職。
- 戶川加奈：中川知香（日语：中川知香）（香港配音：何晶晶）

求職中的女大學生。和富川光一起在國原求職訓練班上課。
- 原口亨：矢島健一（日语：矢島健一）（香港配音：馮志輝）

深澤學園校長。
- 池上孝之：卯ノ原圭吾（日语：卯ノ原圭吾）（香港配音：胡家豪）

求職中的大學生。
- 夏野久美：木村綠子（香港配音：袁淑珍）

富川洋輔的高中同班同學。小型西式菓子店的老闆。
- 天谷五郎：段田安則（日语：段田安則）（香港配音：招世亮）

被公司開除，但沒能對家人說出口，在公園流連的男人。其後在公園認識了富川洋輔，兩人成為好友。
- 未華：松岡恵望子（日语：松岡恵望子）（香港配音：柚子蜜）

時裝設計師。

### 各集登場人物

#### 第1集
- 中野春樹：山口大地（日语：山口大地）（香港配音：張方正）
- 加藤誠：柾木玲彌（日语：柾木玲弥）（香港配音：李致林）
- 西元義明：東龍美（日语：東龍美）（香港配音：李安邦）

#### 第2集
- 飯田：淺見小四郎（日语：浅見小四郎）（香港配音：黃子敬）
- 富川大輔：綾田俊樹（日语：綾田俊樹）（香港配音：陳永信）
- 佐藤久志：宮城孔明（日语：宮城孔明）（第3-6集）（香港配音：巫哲棋）
- 佐藤大悟：松澤一之（日语：松澤一之）（第3-5集）（香港配音：林國雄）

#### 第3集
- 川村聰一郎：齊木茂（香港配音：譚炳文）
- 齋藤隆：阿部丈二（日语：阿部丈二）（香港配音：麥皓豐）
- 真咲：長田成哉（日语：長田成哉）（香港配音：周倚天）（第4-6集）

#### 第4集
- 大鷹一郎：神尾佑（日语：神尾佑）（第5、8-9集）（香港配音：朱子聰）
- 宮岡：宮崎吐夢（日语：宮崎吐夢）（第5集）（香港配音：張錦江）

#### 第6集
- 小島滿夫：伊藤正之（日语：伊藤正之）（第8集）（香港配音：葉振聲）

#### 第7集
- 竹之内亘：小木茂光（日语：小木茂光）（第8集）（香港配音：陳永信）
- みどり：宮地雅子（日语：宮地雅子）（第8-9集）（香港配音：伍秀霞）

#### 第8集
- 若林：飯田基祐（日语：飯田基祐）（香港配音：劉昭文）

## 幕後班底
- 劇本：橋本裕志
- 配樂：江口貴勅、穴沢弘慶
- 主題曲：《晴れた日に、空を見上げて》林部智史
- 製作人：船津浩一、下山潤
- 導演：秋山純、落合正幸（日语：落合正幸）、常廣丈太
- 製作出品：朝日電視台

## 播出日程
| 集數                                                             | 播出日期 | 中日語標題                                    | 導演     | 收視率 |
| ---------------------------------------------------------------- | -------- | --------------------------------------------- | -------- | ------ |
| 1                                                                | 1月12日  | 父親被解僱，母親中年離婚⋯⋯請給我們一家工作！  | 秋山純   | 11.0%  |
| 2                                                                | 1月19日  | 被解僱的丈夫買房子！妻子的秘密⋯⋯女兒的造反？  | 常廣丈太 | 09.4%  |
| 3                                                                | 1月26日  | 丈夫不體諒我！妻子爆發的夜晚？                | 落合正幸 | 09.5%  |
| 4                                                                | 2月02日  | 妻子結識了男公關戀人？要和家人說失業的時候⋯⋯  | 秋山純   | 09.6%  |
| 5                                                                | 2月09日  | 孩子不體諒我！因被暴露而生氣的妻子？          | 秋山純   | 08.4%  |
| 6                                                                | 2月16日  | 妻子VS.第三者！家庭開始分居                   | 落合正幸 | 08.4%  |
| 7                                                                | 2月23日  | 女兒的未婚夫VS.失業的父親！新房子是誰的東西？ | 落合正幸 | 09.3%  |
| 8                                                                | 3月02日  | 最後的決定 賭上逆轉機會的父親奔跑著！         | 秋山純   | 10.6%  |
| 9                                                                | 3月09日  | 最終回！各分東西的啟程日…一定會順利的         | 秋山純   | 11.1%  |
| 平均收視率9.7%（收視率以關東地区之Video Research調查數據為基準） |          |                                               |          |        |

- 註：第1話加長15分鐘。

## 外部連結
- 朝日電視台官方網站 （页面存档备份，存于）
- 就活家族～一定會順利的～的X（前Twitter）
- 求職家族 KKTV播放頁面

## 節目的變遷
| 日本 朝日電視台 週四晚間九點連續劇                         | 日本 朝日電視台 週四晚間九點連續劇      | 日本 朝日電視台 週四晚間九點連續劇 |
| ---------------------------------------------------------- | --------------------------------------- | ---------------------------------- |
|                                                            | （2017.01.12 - 2017.03.09）             |                                    |
| Doctor-X～外科醫·大門未知子～4 （2016.10.13 - 2016.12.22） | 緊急審訊室2 （2017.04.20 - 2017.06.15） |                                    |

| 香港 無綫網絡電視日劇台 星期二 13:30 - 14:30、16:30 - 17:30、19:30 - 20:30及22:30 - 23:30 | 香港 無綫網絡電視日劇台 星期二 13:30 - 14:30、16:30 - 17:30、19:30 - 20:30及22:30 - 23:30 | 香港 無綫網絡電視日劇台 星期二 13:30 - 14:30、16:30 - 17:30、19:30 - 20:30及22:30 - 23:30 |
| ----------------------------------------------------------------------------------------- | ----------------------------------------------------------------------------------------- | ----------------------------------------------------------------------------------------- |
|                                                                                           | （2017.04.04 - 2017.05.30）                                                               |                                                                                           |
| （2017.01.24 - 2017.03.28）                                                               | （2017.06.06 - 2017.08.08）                                                               |                                                                                           |